# Dino Ferrari (pittore)
Dino Ferrari (Ascoli Piceno, 29 maggio 1914 – Ascoli Piceno, 15 settembre 2000) è stato un pittore italiano.

## Biografia
Nacque nel centro storico di Ascoli Piceno, nel quartiere di Santa Maria Intervineas, nell'anno 1914.
Alla tenera età di undici anni iniziò a frequentare lo studio del suo primo maestro, Egidio Coppola, seguace della scuola verista, all'epoca pittore assai in vista nell'ambiente artistico ascolano.
Risale al 1935 l'apertura da parte di Dino Ferrari del primo studio ad Ascoli. Nonostante il succedersi delle commissioni, decise nel 1937 di recarsi a Roma per studiare il neoimpressionismo e la pittura del gruppo Novecento; nel corso dei suoi studi romani Dino Ferrari divenne allievo del ritrattista Sigismondo Meyer.
Nel 1941, ormai tornato ad Ascoli, dovette interrompere le proprie attività a causa dello scoppio della seconda guerra mondiale, che lo vide combattere nelle gole di Sebenico.
Terminata la guerra tornò ad occuparsi esclusivamente del proprio studio, ricevendo numerose commissioni, in particolare provenienti da Roma, presso i cui salotti dell'alta società era stimato come virtuoso ritrattista. Contemporaneamente Ferrari si dedicò alla promozione della propria arte nel territorio marchigiano, lasciando molti dei suoi capolavori nelle chiese della provincia di Ascoli Piceno.
Tra il 1953 e il 1958 frequentò il pittore Osvaldo Licini, suo conterraneo.
Nel 1957 partecipò al Premio Suzzara ed espose alla Permanente di Milano. Risale allo stesso anno la partecipazione a un'importante mostra collettiva di opere grafiche ad Ascoli Piceno, cui partecipano tra gli altri, Delaunay, Derain, Leger, Picabia, Picasso, Roult, Ernst, Klee, Kokoscka, Chagall, Afro, Campigli, Capogrossi, Casorati, De Chirico, De Pisis, Manzù, Morandi, Licini. 
Nel 1958 tenne inoltre un'importante mostra “personale” a Firenze, che riscosse un enorme successo a margine del quale il suo quadro “Assalto alla città” venne acquistato dalla Galleria d'arte moderna di Palazzo Pitti, dove tuttora è conservato. Attualmente la famiglia Ferrari custodisce il bozzetto preparatorio dell'opera. Risale al medesimo periodo la collaborazione di Dino Ferrari con il pittore Luciano Nicoli, che lo introdusse nell'ambiente artistico di Carrara, dove Ferrari tenne negli anni a venire numerose mostre personali.
Nel 1960 trasferì lo studio in Piazza Sant'Agostino ad Ascoli Piceno, allestendo presso lo stesso una mostra permanente ed aprendolo a visitatori, committenti e critici.
Risale al medesimo periodo l'intrapresa di una ricerca nuova, che spinse alle estreme conseguenze e sintetizzò l'evoluzione del linguaggio pittorico dell'artista; iniziò così la più importante stagione di Ferrari dallo stesso definita del "metallismo", caratterizzata in particolare dall'utilizzo di colori acrilici su tela e trasposta altresì in numerose grafiche.
Ferrari era solito lavorare presso il suo studio dalle 12 alle 16 ore al giorno, in uno stato di frenesia creativa che risultò ininterrotto sino alla sua morte, avvenuta il 15 settembre 2000.
Il 6 dicembre 2014, in occasione del centenario della nascita del pittore, si è tenuta ad Ascoli Piceno, presso la sala della Vittoria della pinacoteca civica, la conferenza "Dino Ferrari, I Cento Anni del Maestro", evento insignito della medaglia del Presidente della Repubblica. Nel corso delle celebrazioni, è stata posta una stele commemorativa presso la facciata del palazzo Laudi Migliori di Ascoli Piceno, in piazza Sant'Agostino, ove Ferrari ebbe lo studio per 40 anni.
Il 26 aprile 2016, l'amministrazione Comunale di Ascoli Piceno ha intitolato all'artista un Largo (già Largo Giardini d'Infanzia), sito nel centro storico di Ascoli Piceno, quartiere della Piazzarola. La nuova denominazione reca la seguente dicitura: «Largo Dino Ferrari / Pittore / 1914-2000».

## Musei
Elenco dei musei che contengono opere dell'artista:
- ”Assalto alla Città”, olio su tavola, Galleria d'arte moderna di Palazzo Pitti, Firenze, anno 1958;
- ”Veduta del Salone della Vittoria”, olio su tavola, Pinacoteca Civica di Ascoli Piceno, anno 1935;
- ”Veduta di paese”, olio su tela, Pinacoteca Civica di Ascoli Piceno, anno 1955;
- ”Veduta architettonica con figure”, olio su tavola, Pinacoteca Civica di Ascoli Piceno, anno 1962;
- ”Figura di donna”, olio su tela, Pinacoteca Civica di Ascoli Piceno, anno 1962;

## Opere pubbliche
- ”I tre Regni”, affresco, abside centrale della chiesa del Sacro Cuore di Ascoli Piceno, anno 1955;
- ”Nozze di Cana”, affresco, chiesa di Santa Maria di Petritoli, anno 1958;
- ”Le tre chiese, la Militante, la Purgante, la Trionfante”, affresco, chiesa di Santa Maria di Petritoli, anno 1958;
- ”Sant'Antonio da Padova”, olio su tela, chiesa di Sant'Antonio di Castel di Lama, anno 1972;
- “Crocifissione”, acrilico su tavola (240X350), chiesa di Sant'Antonio di Castel di Lama, anno 1981;
- ”Cristo risorto”, acrilico su tavola (220X180), chiesa di Sant'Antonio di Castel di Lama, anno 1981;
- ”Cristo tra i malati”, acrilico su tavola (190x300), Auditorium CARISAP di Ascoli Piceno, anno 2000;
- ”Crocifissione con predella raffigurante la Via Crucis”, acrilico su tavola (245x300), Auditorium CARISAP di Ascoli Piceno, anno 2000;

## Opere appartenenti a collezioni private
- Vanità di donne, 1984, acrilico su tela (Milano, collezione privata). Il dipinto rappresenta uno degli esiti della ricerca metallista dell'ultimo Ferrari;
- A teatro, 1973, olio su masonite 40x30 (Ascoli Piceno collezione privata);

## Premi
- “50 Poeti per 50 Pittori”, premio speciale, Roma, anno 1975;
- “Force”, Assessorato al turismo della Regione Marche, Force, anno 1976;
- “Quercia d'Oro 82”, premio nazionale della cultura, Roma, anno 1982;
- “S. Benedetto 82”, San Benedetto del Tronto, anno 1982;
- “Oscar Italia 1982”, Viareggio;
- “Quercia d'Oro 83”, premio nazionale, Roma, anno 1983;
- “Biennale Internazionale della Critica 1983”, Latina;
- “Europa 83”, Galleria d'Arte Moderna Alba, Ferrara, anno 1983;
- “Gran Sigillo d'Europa London 1983”, Londra;
- “Europeo della cultura”, Repubblica di San Marino, anno 1983;
- “Nazioni Aquila d'Oro”, Galleria d'Arte Moderna Alba, Ferrara, anno 1984;
- “Bologna 1984”, Bologna;
- “David 1984”, Galleria d'Arte Moderna Alba, Ferrara;
- “Alba 1985”, Galleria d'Arte Moderna Alba, Ferrara;
- “Città di New York”, premio internazionale, Galleria d'Arte Moderna Alba, Ferrara, anno 1987;
- “Trofeo d'Oro 1987”, Galleria d'Arte Moderna Alba, Ferrara;
- “VIP 1988”, Galleria d'Arte Moderna Alba, Ferrara.

## Mostre
- Collettiva, Palazzo degli Studi di Recanati, 1935, Recanati;
- Collettiva di arte sacra, Presidenza Diocesana, 1953, Livorno;
- Collettiva “VI Premio Nazionale di Pittura Golfo della Spezia”, (presenti anche Mario Sironi, Carla Accardi, Gerardo Dottori, Felice Casorati, Ottone Rosai, Mino Maccari, ed Emilio Vedova), 1954, La Spezia;
- Collettiva "Grafica Internazionale Contemporanea", Palazzo dei Capitani, 1957, Ascoli Piceno (presenti anche Delaunay, Derain, Leger, Picabia, Picasso, Roult, Ernst, Klee, Kokoscka, Chagall, Afro, Campigli, Capogrossi, Casorati, De Chirico, De Pisis, Manzù, Morandi, Licini);
- Collettiva “Rassegna d'arte italiana”, Graphil Galerie, 1963, Amsterdam;
- Personale di grafiche e collages, Galleria d'Arte Nuove Proposte, 1974, Ascoli Piceno;
- Personale di opere grafiche, Galleria Open Art, 1987, San Benedetto del Tronto;